# جوزيف هامبرو
جوزيف هامبرو (بالدنماركية: Joseph Hambro)‏ هو تاجر دنماركي، ولد في 4 نوفمبر 1780 في كوبنهاغن في الدنمارك، وتوفي في 3 أكتوبر 1848.